# 피에르 드 롱사르
피에르 드 롱사르(Pierre de Ronsard, 1524년 9월 11일 ~ 1585년 12월)는 프랑스의 시인이다.
방드모아의 라 포소니에르 성 (Manoir de la Possonnière)에서 태어나 12세에 시동으로 궁정에 들어갔으며, 스코틀랜드와 독일에도 체류하였다. 18세 때 병으로 반귀머거리가 되고 인도주의자인 장 도라의 코크레 학원에 입학하여 고전어와 고전문학에 몰두하였다. 여기에 바이프 (1532년 ~ 1589년), 뒤 벨레도 가담하여 그들과 같이 종래 비속한 프랑스어에 대신하여 고전문학과 이탈리아 문학을 모범으로 한 '새롭고 장대한 예술'의 창조를 결의하고 뒤 벨레의 《프랑스어의 옹호와 현양》, 그 자신의 《제1오드집》(1550년)의 서문에서 선언한 바와 같이. 플레야드 시파를 결성하여 스스로 수령이 된 이후 계속 작품을 발표하였다. 《제1차 종합 작품집》(1560년) 이 세상에 나오자 열광적인 환영을 받아 '프랑스 시인의 왕'으로서 프랑스 뿐만 아니라 널리 유럽의 존경을 받게 되었다.
종교 전쟁 때에는 단호한 가톨릭 교도의 입장에서 《논설시집》 (1562년 ~ 1563년) 을 내어 힘차고 정열적인 시구로 내란을 훈계하고 평화를 역설하였다. 최대의 보호자 샤를 9세 사후에 역령 (域領) 에 있는 승원에 은퇴하여 계속 작품의 퇴고 증보를 하다가 '세기적인 시왕 (詩王)'의 영광 가운데 투르 근교의 수도원에서 영면하였다.
그의 작품은 모든 장르에 걸쳐 있는데 주요한 것으로 《오드집》(1550, 53), 《연애시집》(1552, 55, 56), 전기한 《논설시집》, 《송가집》(1556), 《숲의 노래》(1554), 미완성의 서사시 《프랑수아》(1572), '프랑스의 페트라르카'의 본령을 발휘하고 있는 《엘레네의 소네트》(1578) 등이 있지만 특출나게 성공한 것은 갖가지 연애시이다
그는 관능적이며 애수에 찬 기질에서 항시 새로운 모습과 절묘한 형식으로 사랑을 노래하였다. 동시에 자연을 깊이 사랑했던 그는 자연과 내적 일체가 된 시인으로서 사랑과 자연의 참다운 서정시인이었다. 또 기법면에서도 오드, 소네트, 엘레지 등 신시형을 구사해 보였고 12음철 시구 (音綴詩句)를 재흥 (再興) 하여 이 시구에 관한 여러 규칙을 정하였다.
더욱이 다종다양한 서정적 음철을 창조한 것도 빠뜨릴 수 없다. 고전주의 시대에는 부당하게 경시되었으나 19세기, 특히 생트뵈브에 의한 정당한 재평가로 근대 서정시와의 결합이란 점에 그의 명성은 부활하였다. 특히 그는 완전한 형식 속에 자연을 표출한다는 시의 목적과 고대인의 연구와 모방이라는 수단을 표시한 점으로 고전주의 문학을 준비하였다고 할 수 있을 것이다.

## 작품
주요 작시 주제는 다음과 같다.
- 송시(Ode)

- 핀다로스풍 송시(Odes pindariques) - 기원전 5세기의 그리스 시인 핀다로스를 모방한 송시로, 핀다로스의 송시는 올림픽을 비롯한 고대 그리스 경기의 승자를 찬양하는 것이었으나 롱사르의 송시는 군주를 찬양한다.
- 호라티우스풍 송시(Odes horatiennes) - 로마 시인 호라티우스의 친밀한 서정시를 본뜬 송시.
- 사랑의 송시
- 철학 송시

- 사랑시 - 소네트 <카상드르의 사랑>, <마리의 사랑>, <엘렌을 위한 소네트집> 등
- 익살시집(le livret de folastries)
- 사계시 - 사계절을 그려난 시로, 자연과 신비주의를 엮었다.
- 논설시(les discours) - 정치참여적 시집.
- 라 프랑시아드(la Franciade) - 베르길리우스의 <아이네이스>의 번안작.